# اورکدال

موقعیت اورکدال در استان تروندلاگ

اورکدال (به لاتین: Orkdal) یک شهرداری در نروژ است که در سور تروندلاگ واقع شده‌است. اورکدال ۵۹۴٫۳۶ کیلومتر مربع مساحت و ۱۱٬۲۷۶ نفر جمعیت دارد.

## خواهرخوانده
شهرهای موستار و بخش هلفوش خواهرخوانده‌های اورکدال هستند.